# Saint-Marc (Belgique)
Pour les articles homonymes, voir Saint-Marc.
Saint-Marc (en wallon Sint-Må-dlé-Nameur) est une section de la ville belge de Namur située en Wallonie dans la province de Namur. C'était une commune à part entière avant la fusion des communes de 1977.

## Démographie
- Sources:INS, Rem:1831 jusqu'en 1970=recensements, 1976= nombre d'habitants au 31 décembre

## Patrimoine et culture

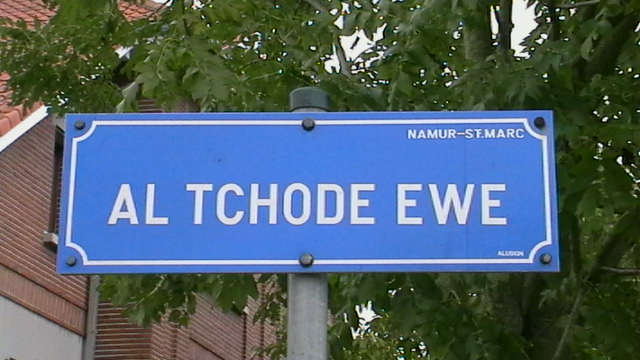
Plaque de rue dans Saint-Marc

### Patrimoine architectural
- Eglise Saint-Marc. Construite de 1897 à 1997 en style néo-gothique par l'architecte Lange[1].
- Château de Saint-Marc. Habitation datant du deuxième tiers du XVIIIe siècle, doublée vers le parc d'une construction néo-classique. Ancien siège d'une seigneurie hautaine, engagée en 1753 à la famille Lemède[2].
- Ferme de la Tour, à proximité du château réaménagée par l'architecte A. Mairy en 1964[2].
- Chapelle du Saint-Sacrement de Frizet, datée de 1826 sur la façade en style néo-classique[3].